# Elecciones regionales de Emilia-Romaña de 2020
Las elecciones regionales de Emilia-Romaña de 2020 tuvieron lugar el domingo 26 de enero. Se eligió al presidente de la región de Emilia-Romaña y la composición de la asamblea legislativa regional, con 50 escaños.

## Sistema electoral
Los votantes pueden votar a la lista de la candidatura (pudiendo emitir dos votos de preferencia a dos candidatos a dos candidatos 
a consejero regional del partido o coalición que haya seleccionado) y a la lista del candidato a presidente de la región.
El reparto de escaños de elección en la circunscripción (cada una de las provincias de la región: Bolonia, Ferrara, Forlì-Cesena, Módena, Parma, Plasencia, Rávena, Reggio Emilia y Rímini) es proporcional, empleando el sistema para listas del método del resto mayor (Cociente Droop), con un umbral electoral del 3%. A la lista más votada para la presidencia de la región se le garantiza un mínimo de 27 de 50 escaños como prima de gobernabilidad.

## Antecedentes
A pesar de que Emilia-Romaña siempre ha sido considerada una de las regiones rojas (un bastión de partidos de izquierda desde el final de la Segunda Guerra Mundial), en las elecciones generales de 2018, la coalición de centroderecha se convirtió en la mayor fuerza política de la región. La elección regional de 2020 ha sido considerada como la primera competencia en la historia de la región.
La centroizquierda postuló al actual presidente Stefano Bonaccini al frente de una coalición que incluye al Partido Democrático (PD) y sus aliados izquierdistas de Libres e Iguales (LeU) y Europa Verde (EV), así como a Italia en Común (IiC). La centroderecha postuló a la senadora Lucia Borgonzoni, miembro de la Liga y exsubsecretaria de actividades culturales en el primer gobierno de Giuseppe Conte. La coalición de centroderecha incluyó también a Hermanos de Italia (FdI) y a Forza Italia (FI).

## Campaña

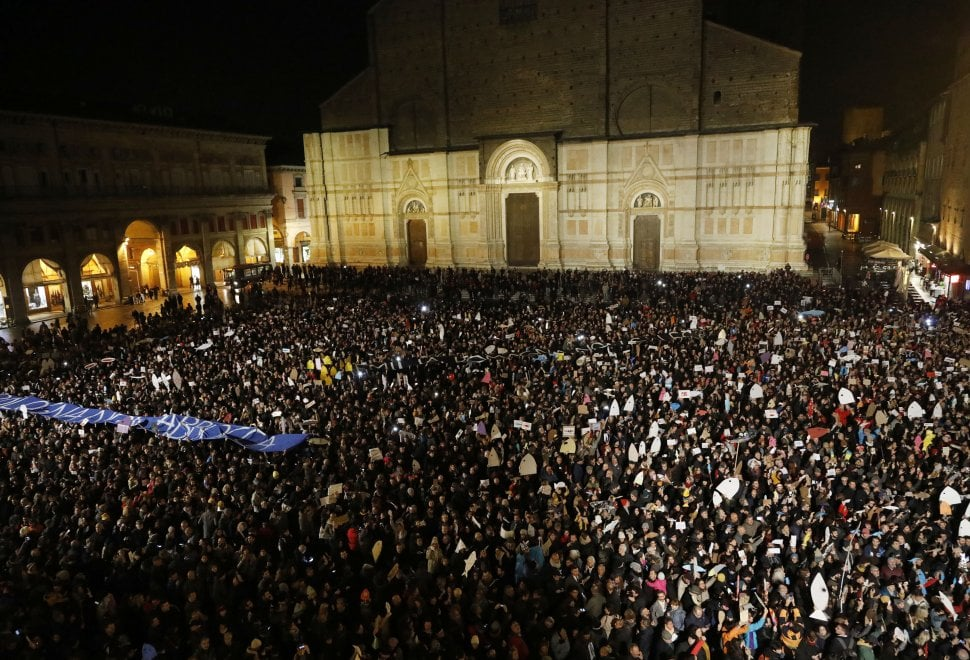
Casi personas se reunieron en la Piazza Maggiore en Bolonia para protestar contra Matteo Salvini en noviembre de 2019.

La campaña electoral oficial fue abierta el 14 de noviembre por la Liga, que organizó un mitin en el PalaDozza, el estadio deportivo de Bolonia. En esa ocasión, Matteo Salvini presentó a la candidata de centroderecha Lucia Borgonzoni. Al mismo tiempo, se organizó un flashmob llamado «6000 Sardinas contra Salvini» en la Piazza Maggiore, para protestar pacíficamente contra la campaña de Salvini en Emilia-Romaña. Al día siguiente, el Partido Democrático de Nicola Zingaretti celebró una convención de tres días en Bolonia, conocida como Tutta un'altra storia («Una historia completamente diferente»).
El 19 de noviembre, Bonaccini y Borgonzoni tuvieron su primer debate televisivo, presentado por el programa de entrevistas #Cartabianca de Bianca Berlinguer en Rai 3. El debate fue seguido por alrededor de 1,6 millones de espectadores (6% de share).
Después de un período de incertidumbre sobre su participación en las elecciones regionales, y después caer en las encuestas de opinión y malos resultados electorales en las elecciones de Umbría de 2019, el 21 de noviembre, el Movimiento 5 Estrellas lanzó una encuesta en su plataforma en línea Rousseau, para consultar a sus miembros si deberían participar en las siguientes elecciones regionales. Casi el 70% de los miembros votaron para participar en las elecciones y, por lo tanto, el líder de M5S, Luigi Di Maio, anunció la presentación de las listas electorales del M5S y un candidato del M5S para la presidencia regional, sin alianzas de partidos.
El 7 de diciembre, más de 10 000 personas se congregaron en la Piazza Maggiore en Bolonia para el lanzamiento de la campaña electoral de Bonaccini.

### Programas electorales
- Stefano Bonaccini, siendo el presidente regional saliente, reclamó los resultados logrados por su administración (incluido el "Pacto por el Trabajo" de 2015),[12] y propuso cuatro puntos prioritarios resumidos en el lema "Un paso adelante": crear jardines de infantes gratuitos para todos los niños de la región, desglosar las listas de espera para intervenciones de salud y tiempos de acceso a primeros auxilios, llevar a cabo el mantenimiento preventivo y la seguridad del territorio regional, y reducir el fenómeno de Nini.[13]
- La Liga de Lucía Borgonzoni propuso la introducción de algunas prácticas ya existentes en las otras regiones gobernadas por la centroderecha (en particular Lombardía y Véneto), incluida la apertura de hospitales durante los días festivos y por la noche para realizar exámenes médicos y pruebas de laboratorio, y la reducción del impuesto sobre la renta regional con la introducción de la tarifa plana del 1.23%.[cita requerida]
- El Movimiento 5 Estrellas de Simone Benini centró su programa en temas sociales, de infraestructura y ambientales, incluida la derogación de la legislación regional sobre planificación urbana, el replanteamiento del proyecto de autopista regional Cispadana a favor de una carretera rápida sin peaje, la reducción de residuos para cerrar incineradores y vertederos, y en general la introducción de nuevas políticas de sostenibilidad ambiental en la región.[14]
- Stefano Lugli (La Otra Emilia-Romaña) propuso una región "segura" en el sentido de "justo, público y sostenible", es decir, basado en la igualdad social, la lucha contra la privatización de los servicios y el relanzamiento de las políticas ambientales.[cita requerida]
- Marta Collot (Poder al pueblo) presentó un "programa de ruptura" basado en la igualdad, en particular proponiendo un salario mínimo garantizado de 9 euros por hora, rediseñando las políticas de planificación urbana regional y retirando la solicitud de autonomía regional diferenciada ya presentada por Emilia-Romaña en 2019.[15]
- El Partido Comunista puso la pobreza, la justicia social y la igualdad en el centro de su programa.[cita requerida]
- El Movimiento 3V "Vaccini Vogliamo Verità" (Vacunas Queremos la Verdad) pidió el levantamiento de las vacunas obligatorias recientemente aplicadas por el gobierno para el acceso de niños y bebés a escuelas públicas y jardines de infantes.[cita requerida]

### Apoyos

#### Diarios y revistas
Stefano Bonaccini:
- Il Fatto Quotidiano[16]
- La Notizia[17]
- HuffPost Italia[18]

Lucia Borgonzoni:
- Il Giornale[19]
- Libero[20]
- La Verità[21]
- L'Occidentale[22] (diario del partido Identidad y Acción)
- La Croce[23] (diario del partido El Pueblo de la Familia)

## Partidos y candidatos
| Fuerza política o alianza | Fuerza política o alianza                       | Listas en las circunscripciones                                              | Listas en las circunscripciones                 | Líder              |
| ------------------------- | ----------------------------------------------- | ---------------------------------------------------------------------------- | ----------------------------------------------- | ------------------ |
|                           | Coalición de centroizquierda                    |                                                                              | Partido Democrático                             | Stefano Bonaccini  |
|                           | Coalición de centroizquierda                    | Bonaccini Presidente (incl. IV, A, IiC, CD, Pos and CpE)                     |                                                 | Stefano Bonaccini  |
|                           | Coalición de centroizquierda                    | Emilia-Romaña Valiente, Ecologista y Progresista (incl. Art.1, SI and ÈViva) |                                                 | Stefano Bonaccini  |
|                           | Coalición de centroizquierda                    | Europa Verde                                                                 |                                                 | Stefano Bonaccini  |
|                           | Coalición de centroizquierda                    | Más Europa-PSI-PRI                                                           |                                                 | Stefano Bonaccini  |
|                           | Coalición de centroizquierda                    | Volt Emilia-Romaña                                                           |                                                 | Stefano Bonaccini  |
|                           | Coalición de centroderecha                      |                                                                              | Liga Emilia-Romaña                              | Lucia Borgonzoni   |
|                           | Coalición de centroderecha                      | Hermanos de Italia                                                           |                                                 | Lucia Borgonzoni   |
|                           | Coalición de centroderecha                      | Forza Italia (incl. UdC)                                                     |                                                 | Lucia Borgonzoni   |
|                           | Coalición de centroderecha                      | Borgonzoni Presidente                                                        |                                                 | Lucia Borgonzoni   |
|                           | Coalición de centroderecha                      | Cambiamo!–El Pueblo de la Familia (incl. IdeA)                               |                                                 | Lucia Borgonzoni   |
|                           | Coalición de centroderecha                      | Jóvenes por el Medio ambiente (formado por Liga Juvenil)                     |                                                 | Lucia Borgonzoni   |
|                           | Movimiento 5 Estrellas                          | Movimiento 5 Estrellas                                                       | Movimiento 5 Estrellas                          | Simone Benini      |
|                           | Movimiento 3V «Vaccini Vogliamo Verità»         | Movimiento 3V «Vaccini Vogliamo Verità»                                      | Movimiento 3V «Vaccini Vogliamo Verità»         | Domenico Battaglia |
|                           | Partido Comunista                               | Partido Comunista                                                            | Partido Comunista                               | Laura Bergamini    |
|                           | Poder al Pueblo                                 | Poder al Pueblo                                                              | Poder al Pueblo                                 | Marta Collot       |
|                           | La Otra Emilia-Romaña (incl. PRC, PCI, PdS, PU) | La Otra Emilia-Romaña (incl. PRC, PCI, PdS, PU)                              | La Otra Emilia-Romaña (incl. PRC, PCI, PdS, PU) | Stefano Lugli      |

## Encuestas de opinión

### Candidatos
| Fecha                   | Encuestadora/Medio                                                   | Tamaño de la muestra | Bonaccini   | Borgonzoni            | Benini  | Otros | Indecisos | Dif.   |           |           |         |   |   |     |
| Fecha                   | Encuestadora/Medio                                                   | Tamaño de la muestra | 26 Ene 2020 | Opinio (boca de urna) | –       | Otros | Indecisos | Dif.   | 48,0–52,0 | 43,0–47,0 | 2,0–5,0 | – | – | 5,0 |
| 25–26 Ene 2020          | Tecnè (intención)                                                    | 12 000               | 46,5–50,5   | 43,5–47,5             | 2,0–6,0 | –     | –         | 3,0    |           |           |         |   |   |     |
| ----------------------- | -------------------------------------------------------------------- | -------------------- | ----------- | --------------------- | ------- | ----- | --------- | ------ | --------- | --------- | ------- | - | - | --- |
| 9 Ene 2020              | SWG                                                                  | 1000                 | 47,0        | 45,0                  | 5,0     | 3,0   | 19,0      | 2,0    |           |           |         |   |   |     |
| 9 Ene 2020              | EMG                                                                  | 1000                 | 44,0        | 43,0                  | 7,5     | 5,5   | –         | 1,0    |           |           |         |   |   |     |
| 6–8 Ene 2020            | Demopolis                                                            | 1000                 | 46,5        | 44,5                  | 6,5     | 2,5   | 24,0      | 2,0    |           |           |         |   |   |     |
| 7 Ene 2020              | Noto                                                                 | 1000                 | 45.0        | 43,0                  | 7,0     | 5,0   | –         | 2,0    |           |           |         |   |   |     |
| 5 Ene 2020              | Affaritaliani.it Archivado el 6 de enero de 2020 en Wayback Machine. | –                    | 45,0        | 43,0                  | 7,0     | 5,0   | –         | 2,0    |           |           |         |   |   |     |
| 30–31 Dic 2019          | Tecnè                                                                | 1000                 | 44,0        | 43,0                  | 7,5     | 5,5   | –         | 1,0    |           |           |         |   |   |     |
| 27–30 Dic 2019          | MG Research                                                          | –                    | 45,5        | 43,5                  | 7,5     | 3,5   | –         | 2,0    |           |           |         |   |   |     |
| 28 Dic 2019             | Opinio Italia                                                        | 1000                 | 46,5        | 43,5                  | 7,5     | 2,5   | –         | 3,0    |           |           |         |   |   |     |
| 22–23 Dic 2019          | Tecnè                                                                | 1000                 | 46,0        | 44,0                  | 7,0     | 3,0   | –         | 2,0    |           |           |         |   |   |     |
| 18–22 Dic 2019          | Demopolis                                                            | 4008                 | 46,0        | 44,0                  | 7,0     | 3,0   | 25,0      | 2,0    |           |           |         |   |   |     |
| 14–18 Dic 2019          | EMG                                                                  | 1000                 | 46,5        | 43,5                  | 6,5     | 3,5   | –         | 3,0    |           |           |         |   |   |     |
| 17 Dic 2019             | Ixè                                                                  | 1000                 | 47,2        | 40,1                  | 7,8     | 4,9   | 25,0      | 7,1    |           |           |         |   |   |     |
| 13 Dic 2019             | MG Research Archivado el 14 de diciembre de 2019 en Wayback Machine. | –                    | 44,5        | 44,5                  | 8,5     | 2,5   | –         | Empate |           |           |         |   |   |     |
| 12 Dic 2019             | Noto                                                                 | –                    | 47,0        | 43,0                  | 6,0     | 4,0   | –         | 4,0    |           |           |         |   |   |     |
| 9–12 Dic 2019           | Ipsos                                                                | 1000                 | 44,2        | 42,1                  | 8,4     | 5,3   | –         | 2,1    |           |           |         |   |   |     |
| 10–11 Dic 2019          | Tecnè                                                                | 1000                 | 45,0        | 44,0                  | 7,0     | 4,0   | –         | 1,0    |           |           |         |   |   |     |
| 2–4 Dic 2019            | EMG                                                                  | 1000                 | 46,5        | 44,0                  | 5,5     | 4,0   | –         | 2,5    |           |           |         |   |   |     |
| 29 Nov–2 Dic 2019       | IZI                                                                  | 1007                 | 45,4        | 40,6                  | 9,9     | 4,1   | –         | 4,9    |           |           |         |   |   |     |
| 29 Nov 2019             | MG Research                                                          | –                    | 44,5        | 45,0                  | 8,0     | 2,5   | –         | 0,5    |           |           |         |   |   |     |
| 25 Nov 2019             | Piepoli                                                              | –                    | 44,0        | 43,0                  | 9,0     | 4,0   | –         | 1,0    |           |           |         |   |   |     |
| 24 Nov 2019             | Affaritaliani.it                                                     | –                    | 46,0        | 44,0                  | 7,0     | 3,0   | 25,0      | 2,0    |           |           |         |   |   |     |
| 22–24 Nov 2019          | Tecnè                                                                | 1000                 | 45,0        | 45,0                  | 8,0     | 2,0   | –         | Empate |           |           |         |   |   |     |
| 22–24 Nov 2019          | Tecnè                                                                | 1000                 | 50,5        | 47,5                  | c. CSX  | 2,0   | –         | 3,0    |           |           |         |   |   |     |
| 21 Nov 2019             | Noto                                                                 | –                    | 45,0        | 44,0                  | 8,0     | 3,0   | –         | 1,0    |           |           |         |   |   |     |
| 21 Nov 2019             | Noto                                                                 | –                    | 52,0        | 46,0                  | c. CSX  | 2,0   | –         | 6,0    |           |           |         |   |   |     |
| 21 Nov 2019             | Noto                                                                 | –                    | 49,0        | 46,0                  | abst.   | 5,0   | –         | 3,0    |           |           |         |   |   |     |
| 19 Nov 2019             | Ixè                                                                  | 1000                 | 40,0        | 29,2                  | 5,0     | 7,7   | 18,1      | 10,8   |           |           |         |   |   |     |
| 19 Nov 2019             | Ixè                                                                  | 1000                 | 41,2        | 29,4                  | abst.   | 8,8   | 20,3      | 11,8   |           |           |         |   |   |     |
| 13–19 Nov 2019          | SWG                                                                  | 1000                 | 43,0        | 45,0                  | 7,0     | 5,0   | 15,0      | 2,0    |           |           |         |   |   |     |
| 15 Nov 2019             | MG Research                                                          | –                    | 44,0        | 46,0                  | 7,0     | 3,0   | –         | 2,0    |           |           |         |   |   |     |
| 9–14 Nov 2019           | ScenariPolitici–Winpoll                                              | 1000                 | 50,7        | 42,1                  | 6,2     | 1,0   | –         | 8,6    |           |           |         |   |   |     |
| 9–10 Nov 2019           | Tecnè                                                                | 800                  | 46,0        | 45,0                  | 7,0     | 2,0   | –         | 1,0    |           |           |         |   |   |     |
| 9–10 Nov 2019           | Tecnè                                                                | 800                  | 51,0        | 47,0                  | c. CSX  | 2,0   | –         | 4,0    |           |           |         |   |   |     |
| 9–10 Nov 2019           | Tecnè                                                                | 800                  | 50,0        | 48,0                  | abst.   | 2,0   | –         | 2,0    |           |           |         |   |   |     |
| 8 Nov 2019              | Affari Italiani                                                      | —                    | 41,0        | 45,0                  | 12,0    | 2,0   | –         | 4,0    |           |           |         |   |   |     |
| 31 Oct–4 Nov 2019       | EMG                                                                  | 1000                 | 45,5        | 44,0                  | 7,0     | 3,5   | –         | 1,5    |           |           |         |   |   |     |
| 20 Sep 2019             | Repubblica                                                           | –                    | 45,0        | 36,0                  | –       | –     | –         | 9,0    |           |           |         |   |   |     |
| 20 Sep 2019             | Il Resto del Carlino                                                 | –                    | 48,0        | 31,0                  | 6,5     | 13,7  | –         | 17,0   |           |           |         |   |   |     |
| 6–12 Sep 2019           | SWG                                                                  | 1000                 | 41,0        | 42,0                  | 13,0    | 4,0   | 25,0      | 1,0    |           |           |         |   |   |     |
| 23 de noviembre de 2014 | Resultados electorales                                               | –                    | 49,1        | 29,8                  | 13,3    | 7,7   | –         | 25,1   |           |           |         |   |   |     |

### Partidos
| Fecha             | Encuestadora/Medio                                                   | Tamaño de la muestra | Centroizquierda | Centroizquierda                                                             | Centroizquierda | Centroizquierda | Centroderecha | Centroderecha | Centroderecha | Centroderecha | M5S   | Otros | Indecisos | Dif.   |      |     |     |     |     |     |   |     |
| Fecha             | Encuestadora/Medio                                                   | Tamaño de la muestra | PD              | ERC                                                                         | BP              | Otro            | Lega          | FI            | FdI           | Otro          | M5S   | Otros | Indecisos | Dif.   |      |     |     |     |     |     |   |     |
| ----------------- | -------------------------------------------------------------------- | -------------------- | --------------- | --------------------------------------------------------------------------- | --------------- | --------------- | ------------- | ------------- | ------------- | ------------- | ----- | ----- | --------- | ------ | ---- | --- | --- | --- | --- | --- | - | --- |
| Fecha             | Encuestadora/Medio                                                   | Tamaño de la muestra | 26 Ene 2020     | Resultados electorales Archivado el 26 de enero de 2020 en Wayback Machine. | –               | Otro            | 34,7          | 3,8           | 5,8           | Otro          | 3,9   | Otros | Indecisos | Dif.   | 31,9 | 2,6 | 8,6 | 2,3 | 4,5 | 1,5 | – | 2,8 |
| 6–8 Ene 2020      | Demopolis                                                            | 1000                 | 44,5            | 44,5                                                                        | 44,5            | 44,5            | 45,0          | 45,0          | 45,0          | 45,0          | 7,8   | 2,7   | 24,0      | 0,5    |      |     |     |     |     |     |   |     |
| 30–31 Dic 2019    | Tecnè                                                                | 1000                 | 28,5            | –                                                                           | 7,0             | 7,0             | 30,0          | 4,5           | 5,0           | 4,5           | 7,5   | 6,0   | –         | 1,5    |      |     |     |     |     |     |   |     |
| 27–30 Dic 2019    | MG Research                                                          | –                    | 28,5            | –                                                                           | 6,5             | 9,0             | 33,0          | –             | 7,0           | 5,0           | 7,5   | 3,5   | –         | 4,5    |      |     |     |     |     |     |   |     |
| 22–23 Dic 2019    | Tecnè                                                                | 1000                 | 31,0            | –                                                                           | –               | 14,0            | 30,0          | 5,0           | 7,0           | 3,0           | 7,0   | 3,0   | –         | 1,0    |      |     |     |     |     |     |   |     |
| 18–22 Dic 2019    | Demopolis                                                            | 4008                 | 44,0            | 44,0                                                                        | 44,0            | 44,0            | 45,0          | 45,0          | 45,0          | 45,0          | 8,0   | 3,0   | 25,0      | 1,0    |      |     |     |     |     |     |   |     |
| 13–17 Dic 2019    | Ixè                                                                  | 1000                 | 29,4            | –                                                                           | 7,8             | 6,8             | 27,8          | 4,2           | 7,9           | 2,0           | 8,8   | 5,3   | –         | 1,6    |      |     |     |     |     |     |   |     |
| 13 Dic 2019       | MG Research Archivado el 14 de diciembre de 2019 en Wayback Machine. | –                    | 34,5            | 1,0                                                                         | –               | 5,5             | 32,5          | 5,5           | 7,0           | 2,0           | 9,5   | 2,5   | –         | 2,0    |      |     |     |     |     |     |   |     |
| 9–12 Dic 2019     | Ipsos                                                                | 1000                 | 22,9            | –                                                                           | 20,2            | –               | 25,9          | 2,0           | 10,1          | 4,8           | 8,2   | 5,9   | –         | 3,0    |      |     |     |     |     |     |   |     |
| 10–11 Dic 2019    | Tecnè                                                                | 1000                 | 30,0            | 14,0                                                                        | 14,0            | 14,0            | 30,0          | 5,0           | 7,0           | 3,0           | 7,0   | 4,0   | –         | Empate |      |     |     |     |     |     |   |     |
| 29 Nov–2 Dic 2019 | IZI                                                                  | 1007                 | 24,7            | –                                                                           | 11,0            | 5,2             | 29,8          | 5,1           | 9,4           | 1,1           | 10,9  | 2,8   | –         | 5,1    |      |     |     |     |     |     |   |     |
| 29 Nov 2019       | MG Research                                                          | –                    | 34,0            | 1,5                                                                         | –               | 5,5             | 33,0          | 5,5           | 7,5           | 1,5           | 9,0   | 2,5   | –         | 1,0    |      |     |     |     |     |     |   |     |
| 22–24 Nov 2019    | Tecnè                                                                | 1000                 | 31,0            | –                                                                           | –               | 13,0            | 31,0          | 5,0           | 6,0           | 4,0           | 8,0   | 2,0   | –         | Empate |      |     |     |     |     |     |   |     |
| 22–24 Nov 2019    | Tecnè                                                                | 1000                 | 31,0            | –                                                                           | –               | 13,0            | 32,0          | 5,0           | 6,0           | 5,0           | 6,0   | 2,0   | –         | 1,0    |      |     |     |     |     |     |   |     |
| 19 Nov 2019       | Ixè                                                                  | 1000                 | 34,3            | –                                                                           | –               | –               | 30,9          | 5,1           | 6,0           | –             | 10,4  | 13,3  | –         | 3,4    |      |     |     |     |     |     |   |     |
| 13–19 Nov 2019    | SWG                                                                  | 1000                 | 27,0            | 2,5                                                                         | –               | 10,5            | 32,0          | 4,5           | 7,0           | 5,0           | 8,5   | 3,0   | 16,0      | 5,0    |      |     |     |     |     |     |   |     |
| 13–19 Nov 2019    | SWG                                                                  | 1000                 | 29,0            | 3,5                                                                         | –               | 12,5            | 33,5          | 4,5           | 7,5           | 5,0           | abst. | 4,5   | 18,0      | 4,5    |      |     |     |     |     |     |   |     |
| 15 Nov 2019       | MG Research                                                          | –                    | 35,0            | 2,0                                                                         | –               | 3,5             | 34,0          | 5,0           | 8,0           | 1,0           | 8,5   | 4,5   | –         | 1,0    |      |     |     |     |     |     |   |     |
| 9–14 Nov 2019     | ScenariPolitici–Winpoll                                              | 1000                 | 33,9            | 2,5                                                                         | 8,4             | –               | 33,0          | 4,4           | 6,1           | 4,1           | 6,0   | 1,6   | –         | 0,9    |      |     |     |     |     |     |   |     |
| 4 Nov 2019        | Termómetro Político                                                  | –                    | 46,0            | 46,0                                                                        | 46,0            | 46,0            | 48,5          | 48,5          | 48,5          | 48,5          | –     | –     | –         | 2,5    |      |     |     |     |     |     |   |     |
| 1 Nov 2019        | MG Research Archivado el 27 de octubre de 2020 en Wayback Machine.   | –                    | 27,0            | 1,5                                                                         | –               | 11,0            | 33,0          | 5,0           | 7,5           | 1,0           | 10,0  | 6,0   | –         | 6,0    |      |     |     |     |     |     |   |     |
| 28 Oct 2019       | Affaritaliani.it                                                     | –                    | 31,7            | –                                                                           | –               | –               | 34,5          | 5,0           | 7,4           | –             | 6,5   | –     | –         | 2,8    |      |     |     |     |     |     |   |     |
| 20 Sep 2019       | Il Resto del Carlino                                                 | –                    | 44,5            | 44,5                                                                        | 44,5            | 44,5            | 43,6          | 43,6          | 43,6          | 43,6          | 8,5   | –     | –         | 0,9    |      |     |     |     |     |     |   |     |
| 6–12 Sep 2019     | SWG                                                                  | 1000                 | 33,5            | 2,0                                                                         | –               | 4,5             | 33,5          | 4,0           | 5,5           | 1,5           | 13,0  | –     | –         | Empate |      |     |     |     |     |     |   |     |
| 6–10 Jul 2019     | GPF                                                                  | 1200                 | 14,9            | –                                                                           | –               | –               | 15,8          | 3,0           | 2,2           | –             | 6,1   | 2,6   | 32,5      | 0,9    |      |     |     |     |     |     |   |     |
| 3 Jul–21 Dic 2018 | Ipsos                                                                | 1440                 | 17,0            | –                                                                           | –               | –               | 23,0          | 3,0           | –             | –             | 15,0  | 4,0   | 38,0      | 6,0    |      |     |     |     |     |     |   |     |
| 23 Nov 2014       | Resultados electorales                                               | –                    | 44,5            | 6,9                                                                         | –               | 1,9             | 19,4          | 8,4           | 1,9           | –             | 13,3  | 3,6   | –         | 25,1   |      |     |     |     |     |     |   |     |

1. 1 2 3 4 5 6 7 8 9  Esta encuesta fue encargada por un partido político.
2. ↑  con CSX

## Resultados

Partido más votado por comune (naranja: PD; verde: Lega; rojo: ERC).

Candidato a presidente más votado por comune (rojo: Bonaccini; azul: Borgonzoni).

Stefano Bonaccini (Partido Democrático), candidato de la coalición de centroizquierda, se impuso en la elección a presidente regional a Lucia Borgonzoni (Liga), candidata de la coalición de centroderecha.
|                                                               |                                                    |                      |                      |                                                  |                                               |                                 |                                 |      |  |
| Lista del presidente                                          | Lista del presidente                               | Lista del presidente | Lista del presidente | Listas en las circunscripciones                  | Listas en las circunscripciones               | Listas en las circunscripciones | Listas en las circunscripciones | Esc. |  |
| Candidatos                                                    | Candidatos                                         | Votos                | %                    | Partidos                                         | Partidos                                      | Votos                           | %                               | Esc. |  |
|                                                               | Stefano Bonaccini (coalición de «centroizquierda») | 1 195 819            | 51,42                |                                                  | Partido Democrático                           | 749 976                         | 34,69                           | 22   |  |
|                                                               | Stefano Bonaccini (coalición de «centroizquierda») | 1 195 819            | 51,42                | Bonaccini Presidente                             | 124 591                                       | 5,76                            | 3                               |      |  |
|                                                               | Stefano Bonaccini (coalición de «centroizquierda») | 1 195 819            | 51,42                | Emilia-Romaña Valiente, Ecologista y Progresista | 81 419                                        | 3,77                            | 2                               |      |  |
|                                                               | Stefano Bonaccini (coalición de «centroizquierda») | 1 195 819            | 51,42                | Europa Verde                                     | 42 156                                        | 1,95                            | 1                               |      |  |
|                                                               | Stefano Bonaccini (coalición de «centroizquierda») | 1 195 819            | 51,42                | Más Europa-PSI-PRI                               | 33 087                                        | 1,53                            | 0                               |      |  |
|                                                               | Stefano Bonaccini (coalición de «centroizquierda») | 1 195 819            | 51,42                | Volt Emilia-Romaña                               | 9253                                          | 0,43                            | 0                               |      |  |
| Total votos a coalición de centroizquierda (CSx)              | Total votos a coalición de centroizquierda (CSx)   | 1 195 819            | 51,42                | 1 040 482                                        | 48,12                                         | 29                              |                                 |      |  |
|                                                               | Lucia Borgonzoni (coalición de «centroderecha»)    | 1 014 654            | 43,63                |                                                  | Liga Emilia-Romaña                            | 690 864                         | 31,95                           | 14   |  |
|                                                               | Lucia Borgonzoni (coalición de «centroderecha»)    | 1 014 654            | 43,63                | Hermanos de Italia                               | 185 796                                       | 8,59                            | 3                               |      |  |
|                                                               | Lucia Borgonzoni (coalición de «centroderecha»)    | 1 014 654            | 43,63                | Forza Italia                                     | 55 317                                        | 2,56                            | 1                               |      |  |
|                                                               | Lucia Borgonzoni (coalición de «centroderecha»)    | 1 014 654            | 43,63                | Borgonzoni Presidente                            | 37 462                                        | 1,73                            | 0                               |      |  |
|                                                               | Lucia Borgonzoni (coalición de «centroderecha»)    | 1 014 654            | 43,63                | Cambiamo!-El Pueblo de la Familia                | 6341                                          | 0,29                            | 0                               |      |  |
|                                                               | Lucia Borgonzoni (coalición de «centroderecha»)    | 1 014 654            | 43,63                | Jóvenes por el Medio ambiente                    | 6007                                          | 0,28                            | 0                               |      |  |
| Total votos a coalición de centroderecha (CDx)                | Total votos a coalición de centroderecha (CDx)     | 1 014 654            | 43,63                | 981 787                                          | 45,41                                         | 19                              |                                 |      |  |
|                                                               | Simone Benini                                      | 80 783               | 3,47                 |                                                  | Movimiento 5 Estrellas (M5S)                  | 102 595                         | 4,74                            | 2    |  |
|                                                               | Domenico Battaglia                                 | 10 978               | 0,47                 |                                                  | Movimiento 3V «Vaccini Vogliamo Verità» (M3V) | 11 187                          | 0,52                            | 0    |  |
|                                                               | Laura Bergamini                                    | 10 263               | 0,44                 |                                                  | Partido Comunista (PC)                        | 10 287                          | 0,48                            | 0    |  |
|                                                               | Marta Collot                                       | 7024                 | 0,30                 |                                                  | Poder al Pueblo (PaP)                         | 8048                            | 0,37                            | 0    |  |
|                                                               | Stefano Lugli                                      | 5976                 | 0,26                 |                                                  | La Otra Emilia-Romaña                         | 7830                            | 0,36                            | 0    |  |
|                                                               |                                                    |                      |                      |                                                  |                                               |                                 |                                 |      |  |
| Votos blancos y nulos                                         | Votos blancos y nulos                              | 48 477               | 2,04                 |                                                  |                                               |                                 |                                 |      |  |
| Total de votos a candidatos a presidente                      | Total de votos a candidatos a presidente           | 2 325 497            | 100,00               | Total votos a listas en las circunscripciones    | Total votos a listas en las circunscripciones | 2 162 216                       | 100                             | 50   |  |
| Votantes registrados/participación                            | Votantes registrados/participación                 | 3 508 179            | 67,67                |                                                  |                                               |                                 |                                 |      |  |
| Fuente: Ministerio del Interior – Elecciones en Emilia-Romaña |                                                    |                      |                      |                                                  |                                               |                                 |                                 |      |  |
| 1.                                                            |                                                    |                      |                      |                                                  |                                               |                                 |                                 |      |  |

| \| Voto partidos \| Voto partidos \| Voto partidos \| Voto partidos \| Voto partidos \| \| ------------- \| ------------- \| ------------- \| ------------- \| ------------- \| \| Partidos \| Partidos \| \| % \| % \| \| PD \| PD \| \| 34.69 % \| 34.69 % \| \| Liga \| Liga \| \| 31.95 % \| 31.95 % \| \| FdI \| FdI \| \| 8.59 % \| 8.59 % \| \| Bonaccini \| Bonaccini \| \| 5.76 % \| 5.76 % \| \| M5S \| M5S \| \| 4.74 % \| 4.74 % \| \| ERC \| ERC \| \| 3.77 % \| 3.77 % \| \| FI \| FI \| \| 2.56 % \| 2.56 % \| \| EV \| EV \| \| 1.95 % \| 1.95 % \| \| Borgonzoni \| Borgonzoni \| \| 1.73 % \| 1.73 % \| \| +Eu \| +Eu \| \| 1.53 % \| 1.53 % \| \| Otros \| Otros \| \| 2.73 % \| 2.73 % \| |            |  |         |         |
| Voto partidos |            |  |         |         |
| Partidos | Partidos   |  | %       | %       |
| PD | PD         |  | 34.69 % | 34.69 % |
| Liga | Liga       |  | 31.95 % | 31.95 % |
| FdI | FdI        |  | 8.59 %  | 8.59 %  |
| Bonaccini | Bonaccini  |  | 5.76 %  | 5.76 %  |
| M5S | M5S        |  | 4.74 %  | 4.74 %  |
| ERC | ERC        |  | 3.77 %  | 3.77 %  |
| FI | FI         |  | 2.56 %  | 2.56 %  |
| EV | EV         |  | 1.95 %  | 1.95 %  |
| Borgonzoni | Borgonzoni |  | 1.73 %  | 1.73 %  |
| +Eu | +Eu        |  | 1.53 %  | 1.53 %  |
| Otros | Otros      |  | 2.73 %  | 2.73 %  |

| \| Voto presidente \| Voto presidente \| Voto presidente \| Voto presidente \| Voto presidente \| \| --------------- \| --------------- \| --------------- \| --------------- \| --------------- \| \| Candidatos \| Candidatos \| \| % \| % \| \| Bonaccini \| Bonaccini \| \| 51.42 % \| 51.42 % \| \| Borgonzoni \| Borgonzoni \| \| 43.63 % \| 43.63 % \| \| Benini \| Benini \| \| 3.47 % \| 3.47 % \| \| Battaglia \| Battaglia \| \| 0.47 % \| 0.47 % \| \| Bergamini \| Bergamini \| \| 0.44 % \| 0.44 % \| \| Collot \| Collot \| \| 0.30 % \| 0.30 % \| \| Lugli \| Lugli \| \| 0.26 % \| 0.26 % \| |            |  |         |         |
| Voto presidente |            |  |         |         |
| Candidatos | Candidatos |  | %       | %       |
| Bonaccini | Bonaccini  |  | 51.42 % | 51.42 % |
| Borgonzoni | Borgonzoni |  | 43.63 % | 43.63 % |
| Benini | Benini     |  | 3.47 %  | 3.47 %  |
| Battaglia | Battaglia  |  | 0.47 %  | 0.47 %  |
| Bergamini | Bergamini  |  | 0.44 %  | 0.44 %  |
| Collot | Collot     |  | 0.30 %  | 0.30 %  |
| Lugli | Lugli      |  | 0.26 %  | 0.26 %  |

| \| Porcentaje de escaños \| Porcentaje de escaños \| Porcentaje de escaños \| Porcentaje de escaños \| Porcentaje de escaños \| \| --------------------- \| --------------------- \| --------------------- \| --------------------- \| --------------------- \| \| Coalición/Partido \| Coalición/Partido \| \| % \| % \| \| Centroizquierda \| Centroizquierda \| \| 58.00 % \| 58.00 % \| \| Centroderecha \| Centroderecha \| \| 38.00 % \| 38.00 % \| \| M5S \| M5S \| \| 4.00 % \| 4.00 % \| |                   |  |         |         |
| Porcentaje de escaños |                   |  |         |         |
| Coalición/Partido | Coalición/Partido |  | %       | %       |
| Centroizquierda | Centroizquierda   |  | 58.00 % | 58.00 % |
| Centroderecha | Centroderecha     |  | 38.00 % | 38.00 % |
| M5S | M5S               |  | 4.00 %  | 4.00 %  |

### Resultados por provincia y ciudad capital
| Provincia     | Stefano Bonaccini | Lucia Borgonzoni | Otros         |                |              |
| ------------- | ----------------- | ---------------- | ------------- | -------------- | ------------ |
| Provincia     | Bolonia           | 331 161 59,66%   | Otros         | 198 385 35,74% | 25 570 4,60% |
| Módena        | 194 797 53,05%    | 154 166 41,98%   | 18 237 4,97%  |                |              |
| Reggio Emilia | 149 534 55,14%    | 106 583 39,30%   | 15 074 5,56%  |                |              |
| Parma         | 101 548 45,64%    | 110 512 49,67%   | 10 419 4,69%  |                |              |
| Forlì-Cesena  | 103 01449,92%     | 91 495 44,34%    | 11 829 5,74%  |                |              |
| Rávena        | 109 55352,75%     | 87 386 42,08%    | 10 733 5,17%  |                |              |
| Ferrara       | 74 662 40,76%     | 100 524 54,88%   | 7795 4,36%    |                |              |
| Rímini        | 79 685 46,37%     | 81 789 47,59%    | 10 378 6,04%  |                |              |
| Plasencia     | 51 788 36,87%     | 83 832 59,68%    | 4858 3,45%    |                |              |
|               |                   |                  |               |                |              |
| Total         | 1 195 74251,42%   | 1 014 672 43,63% | 115 083 4,95% |                |              |

| Ciudad        | Stefano Bonaccini | Lucia Borgonzoni | Otros      |               |            |
| ------------- | ----------------- | ---------------- | ---------- | ------------- | ---------- |
| Ciudad        | Bolonia           | 135 443 64,84%   | Otros      | 65 014 31,12% | 8436 4,04% |
| Modena        | 60 349 61,84%     | 33 027 33,85%    | 4206 4,31% |               |            |
| Reggio Emilia | 48 786 59,02%     | 29 563 35,76%    | 4318 5,22% |               |            |
| Parma         | 49 696 53,23%     | 39 282 42,07%    | 4387 4,70% |               |            |
| Forlì         | 31 63552,60%      | 25 565 42,51%    | 2945 4,89% |               |            |
| Rávena        | 43 91252,39%      | 35 309 42,12%    | 4604 5,49% |               |            |
| Ferrara       | 34 020 47,85%     | 34 162 48,05%    | 2915 4,10% |               |            |
| Rímini        | 36 438 48,75%     | 34 028 45,53%    | 4273 5,72% |               |            |
| Plasencia     | 20 888 43,59%     | 25 363 52,93%    | 1666 3,44% |               |            |

### Participación
| Región                                                                                               | Hora   | Hora   | Hora   |
| Región                                                                                               | 12:00  | 19:00  | 23:00  |
| --- | ------ | ------ | ------ |
| Emilia-Romaña                                                                                        | 23,44% | 58,82% | 67,68% |
| Provincia                                                                                            | Hora   | Hora   | Hora   |
| Provincia                                                                                            | 12:00  | 19:00  | 23:00  |
| Bolonia                                                                                              | 24,97% | 61,88% | 70,98% |
| Ferrara                                                                                              | 23,63% | 57,94% | 65,59% |
| Forlì-Cesena                                                                                         | 23,55% | 59,39% | 67,54% |
| Módena                                                                                               | 23,96% | 59,89% | 69,11% |
| Parma                                                                                                | 21,98% | 55,12% | 64,07% |
| Plasencia                                                                                            | 22,55% | 54,38% | 62,91% |
| Rávena                                                                                               | 23,67% | 60,67% | 69,71% |
| Reggio Emilia                                                                                        | 23,54% | 58,83% | 67,97% |
| Rímini                                                                                               | 19,87% | 54,57% | 63,54% |
| Fuente: Ministerio del Interior – Participación Archivado el 26 de enero de 2020 en Wayback Machine. |        |        |        |

### Consejeros electos
| Circunscripción            | Partido | Partido | Consejero                            |
| -------------------------- | ------- | ------- | ------------------------------------ |
| Emilia-Romaña (en general) |         | PD      | Stefano Bonaccini                    |
| Emilia-Romaña (en general) |         | Lega    | Lucia Borgonzoni                     |
| Emilia-Romaña (en general) |         | BP      | Marco Mastacchi                      |
| Bolonia                    |         | PD      | Raffaele Donini                      |
| Bolonia                    |         | PD      | Marilena Pillati                     |
| Bolonia                    |         | PD      | Francesca Marchetti                  |
| Bolonia                    |         | PD      | Stefano Caliandro                    |
| Bolonia                    |         | PD      | Antonio Mumolo                       |
| Bolonia                    |         | Lega    | Michele Facci                        |
| Bolonia                    |         | Lega    | Daniele Marchetti                    |
| Bolonia                    |         | FdI     | Marco Lisei                          |
| Bolonia                    |         | BP      | Mauro Felicori Mara Mucci            |
| Bolonia                    |         | ERC     | Elly Schlein Igor Taruffi            |
| Bolonia                    |         | M5S     | Silvia Piccinini                     |
| Bolonia                    |         | FI      | Vittorio Sgarbi Valentina Castaldini |
| Bolonia                    |         | EV      | Silvia Zamboni                       |
| Módena                     |         | PD      | Palma Costi                          |
| Módena                     |         | PD      | Luca Sabattini                       |
| Módena                     |         | PD      | Francesca Maletti                    |
| Módena                     |         | Lega    | Stefano Bargi                        |
| Módena                     |         | Lega    | Simone Pelloni                       |
| Módena                     |         | FdI     | Michele Barcaiuolo                   |
| Módena                     |         | BP      | Giulia Pigoni                        |
| Módena                     |         | M5S     | Giulia Gibertoni                     |

| Circunscripción | Partido | Partido | Consejero               |
| --------------- | ------- | ------- | ----------------------- |
| Reggio Emilia   |         | PD      | Alessio Mammi           |
| Reggio Emilia   |         | PD      | Ottavia Soncini         |
| Reggio Emilia   |         | PD      | Andrea Costa            |
| Reggio Emilia   |         | Lega    | Maura Catellani         |
| Reggio Emilia   |         | Lega    | Gabriele Delmonte       |
| Reggio Emilia   |         | BP      | Stefania Bondavalli     |
| Reggio Emilia   |         | ERC     | Elly Schlein            |
| Plasencia       |         | Lega    | Matteo Rancan           |
| Plasencia       |         | Lega    | Valentina Stragliati    |
| Plasencia       |         | PD      | Katia Tarasconi         |
| Plasencia       |         | FdI     | Giancarlo Tagliaferri   |
| Parma           |         | Lega    | Fabio Rainieri          |
| Parma           |         | Lega    | Emiliano Occhi          |
| Parma           |         | PD      | Barabara Lori           |
| Parma           |         | PD      | Massimo Iotti           |
| Ferrara         |         | PD      | Marcella Zappaterra     |
| Ferrara         |         | PD      | Marco Fabbri            |
| Ferrara         |         | Lega    | Fabio Bergamini         |
| Forlì-Cesena    |         | PD      | Lia Montalti            |
| Forlì-Cesena    |         | PD      | Massimo Bulbi           |
| Forlì-Cesena    |         | Lega    | Massimiliano Pompignoli |

| Circunscripción | Partido | Partido | Consejero          |
| --------------- | ------- | ------- | ------------------ |
| Rávena          |         | PD      | Manuela Rontini    |
| Rávena          |         | PD      | Andrea Corsini     |
| Rávena          |         | Lega    | Andrea Liverani    |
| Rímini          |         | PD      | Emma Petitti       |
| Rímini          |         | PD      | Nadia Rossi        |
| Rímini          |         | Lega    | Matteo Montevecchi |

1. ↑  Como Presidente de la Región.
2. ↑  Borgonzoni renunció a su escaño en el Concejo Regional. Mastacchi, de la lista "Borgonzoni Presidente", ocupó su escaño vacante.
3. ↑  Felicori fue designado Ministro regional de Cultura. Mucci ocupó su escaño vacante.
4. ↑  Elly Schlein fue elegida tanto en Bolonia como en Reggio Emilia. Taruffi ocupó su escaño vacante en Bolonia.
5. ↑  Sgarbi renunció a su escaño en el Consejo Regional, manteniendo su escaño en la Cámara de Diputados. Castaldini ocupó el escaño vacío.